# Mansat-la-Courrière
Mansat-la-Courrière è un comune francese di 89 abitanti situato nel dipartimento della Creuse nella regione della Nuova Aquitania.

## Società

### Evoluzione demografica
Abitanti censiti